# Lauf (Schusswaffe)
Als Lauf wird allgemein das Rohr einer Schusswaffe bezeichnet, das der Beschleunigung und Führung des Projektils und der Aufnahme der Treibladung oder der Patrone dient. Im strengen Sinne bezeichnet Lauf nur den Abschnitt des Rohres der Waffe, der beim Schuss vom Projektil durchlaufen wird. Das hintere Ende des Laufs, in das die Patrone geladen wird, wird als Patronenlager bezeichnet. Das vordere Ende des Laufs wird als Mündung bezeichnet. Die Bohrung des Laufes wird auch als Seele (Laufseele) bezeichnet, deren Längsachse als Seelenachse.

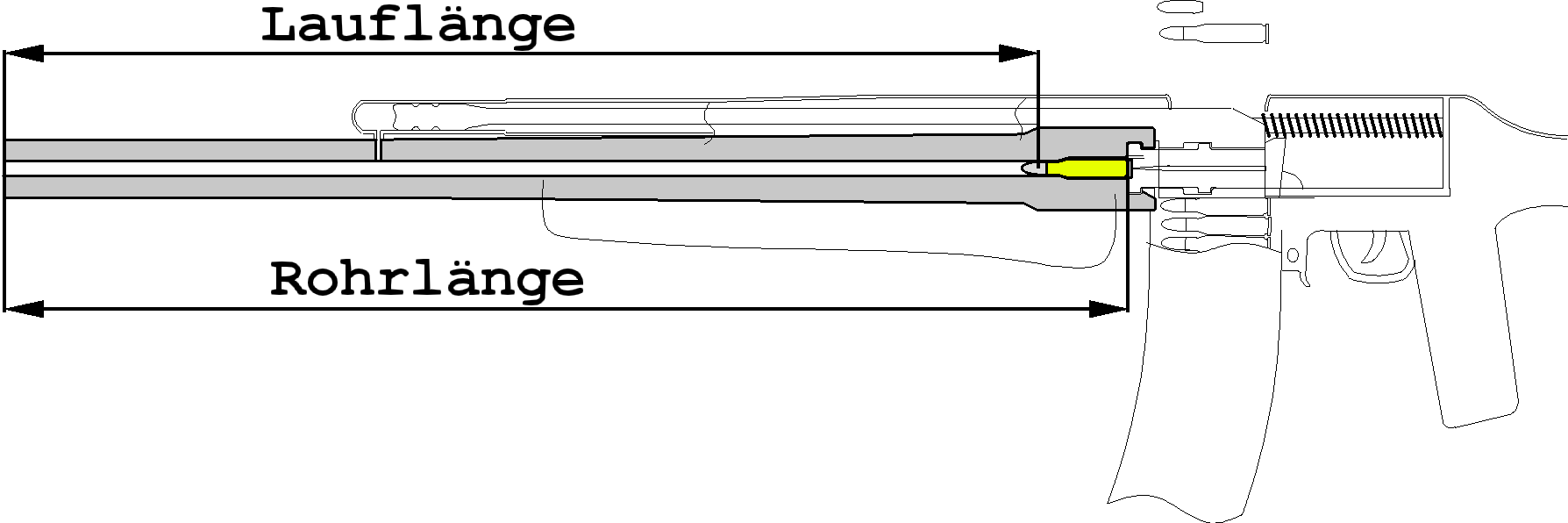
Lauflänge und Rohrlänge einer Waffe

## Entwicklung, Bauformen, Herstellung

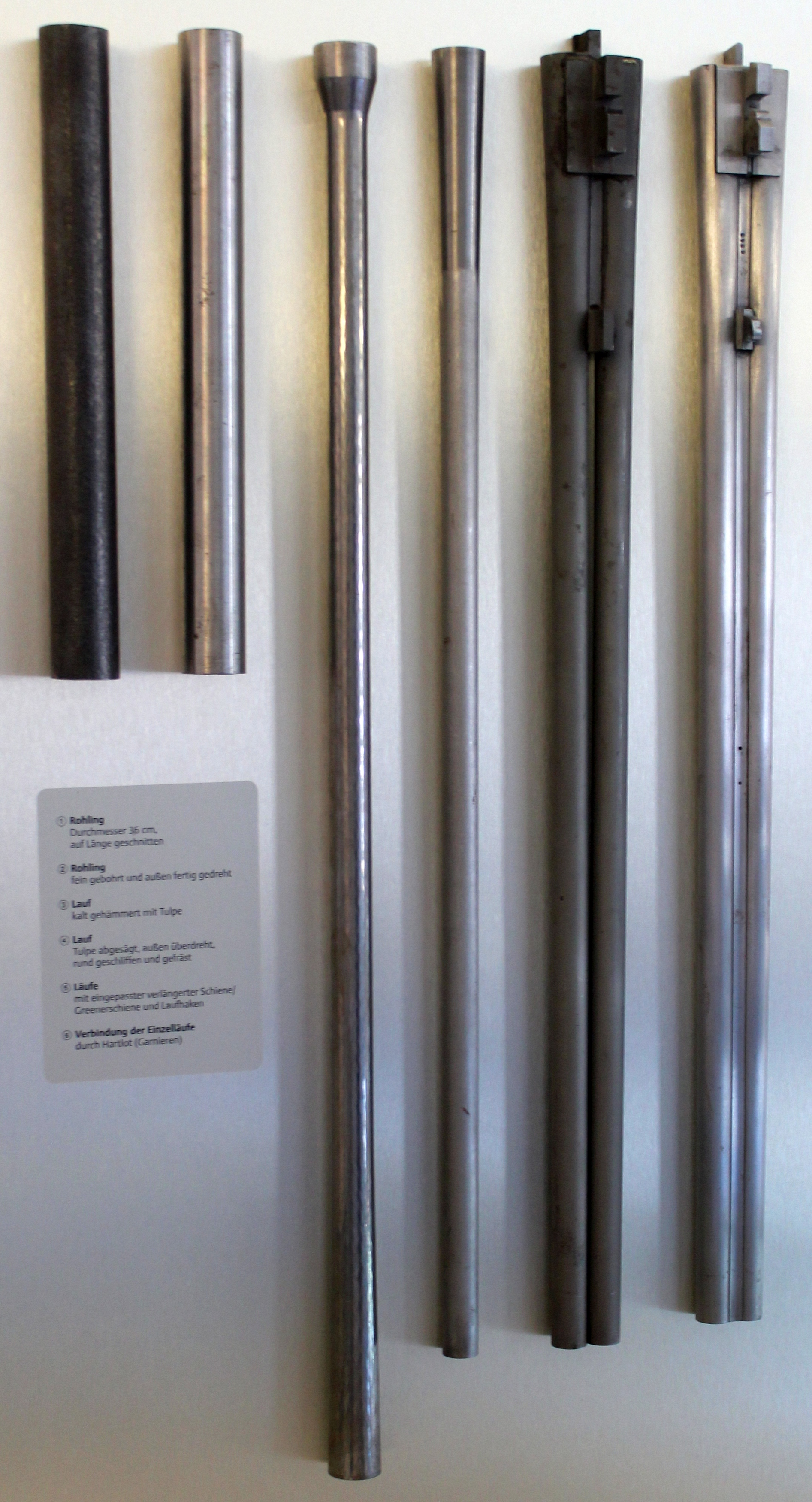
Laufherstellung. Von links:
• Rohling, auf Länge geschnitten
• Rohling feingebohrt und fertiggedreht
• Kaltgehämmerter Lauf mit Tulpe
• Tulpe abgesägt, überdreht, gefräst, geschliffen
• Läufe mit eingepasster Schiene und Laufhaken
• Läufe durch Hartlöten verbunden

An das Laufmaterial werden hohe Ansprüche gestellt. Das Material muss fest genug sein, um einem Druck bis zu mehreren tausend Bar ohne bleibende Verformung standzuhalten; es darf aber auch nicht zu hart sein, da es sonst zu Sprödbrüchen kommen kann.
Die ersten Läufe von Handfeuerwaffen bestanden aus einem Rohr, das aus um einen Dorn geschmiedeten und längs verschweißten, etwa 10 mm dicken Stahlblech gefertigt wurde. Die gerade verlaufende Naht setzte der Druckfestigkeit des Laufes enge Grenzen. Dem wurde begegnet, indem der Naht durch Verdrehen des Laufes ein helixförmiger Verlauf gegeben wurde. Später wurden Läufe aus helixförmig um einen Dorn gewundenem und anschließend verschweißten Bandstahl hergestellt. Danach wurden zur Laufherstellung auch Flachstähle aus Damaszener Stahl verwendet, was zu einer weiteren Erhöhung der Festigkeit der Läufe führte.
Bei Vorderladerwaffen musste ein Ende des Laufs verschlossen werden. Dieses geschah zunächst durch Hineintreiben eines Kegels im glühenden Zustand. Später wurde der Lauf hinten durch eine Schwanzschraube verschlossen.
Die Läufe früher Geschütze weisen häufig eine Zweiteilung auf. Im vorderen Bereich war der Flug zur Aufnahme des Geschosses und dahinter lag die Kammer mit kleinerem Kaliber zur Aufnahme der Pulverladung.
Moderne Läufe bestehen aus Stahl, der mit Nickel, Chrom, Molybdän, Silicium oder anderen Zuschlägen legiert ist. Vereinzelt gab es Versuche, Läufe für Handfeuerwaffen aus speziellen keramischen Werkstoffen herzustellen, jedoch erlangten diese Projekte noch nicht die Serienreife (siehe Lightweight Small Arms Technologies).
Seit den Anfängen der industriellen Massenfertigung von Läufen wurden die Laufrohlinge durch Schmieden hergestellt, nachbearbeitet, vergütet und anschließend mittels einer Tiefbohrmaschine gebohrt. Die Oberfläche der Bohrung wurde dann durch Reiben geglättet und bei Büchsenläufen mit Zügen versehen. Die Züge werden entweder mit einem Ziehgestänge spanabhebend geschnitten oder spanlos in die Laufwandung gedrückt.
Gewehr- und Flintenläufe werden heute in großem Maßstab durch Hämmern hergestellt. Hierbei wird ein kurzer, bereits tiefgebohrter Rohling über einen polierten und gehärteten Dorn geführt, dessen Durchmesser der Laufbohrung entspricht, und durch maschinelles Warmhämmern oder Kalthämmern auf die vorgesehene Länge und Form gebracht. Bei diesem Verfahren kann auf einige sonst nötige Bearbeitungsschritte wie zum Beispiel das Vergüten verzichtet werden. Beim Kalthämmern von Büchsenläufen entspricht die Form des Dorns der Negativform des Laufes einschließlich der Züge, so dass keine weiteren Arbeitsschritte für das Einarbeiten der Züge nötig sind.
Die Rohre früher Geschütze bestanden aus rohrförmig angeordneten Stäben aus Schmiedeeisen, die ähnlich einem Fass von Stahlbändern zusammengehalten wurden (Stabringgeschütz). Diese wurden durch aus Bronzeguss oder Gusseisen hergestellte Rohre abgelöst. Mit den Fortschritten der Metallurgie und der beginnenden Industrialisierung wurden auch Geschützrohre seit dem 19. Jahrhundert ausschließlich aus Stahl gefertigt.
Das Ziel bei der Konstruktion von Waffenrohren war es, immer größere Gasdrücke und somit mehr Leistung zu erreichen. Die Vollrohre versuchte man zunächst durch größere Wanddicke zu verstärken, aber das gelingt nur begrenzt. Irgendwann hat die Materialstärke des Rohrs kaum Einfluss auf die Belastung der Rohrinnenwand. Im 19. Jahrhundert erkannte man, dass Druck von außen auf das Rohr dem Expansionsdruck der Pulvergase entgegenwirkte. Auf diesem Prinzip entstanden die Mehrlagenrohre. Hier wurden Stahlmäntel (Mantelrohr), Stahlringe (Ringrohr), bzw. Kombinationen von beiden (Mantelringrohr) oder Stahldraht bzw. -band (Drahtrohr) auf das Seelenrohr aufgeschrumpft. Nach dem Abkühlen erzeugten diese Lagen einen konstanten Druck auf das Seelenrohr. Mehrlagenrohre blieben im Einsatz, bis sie allmählich von der Anfang 20. Jahrhundert entdeckten Autofrettage abgelöst wurden.
Das Laufinnere ist sehr großen Abriebbelastungen sowie Erosion durch heiße Pulverrückstände ausgesetzt. Die Laufinnenseiten können daher mit verschiedenen Beschichtungen versehen werden, um ihre Lebensdauer zu erhöhen, so ist bei Handfeuerwaffen zum Beispiel eine Hartverchromung des Laufinneren möglich. Diese Beschichtung erleichtert zudem das Entfernen von Geschossabrieb und Pulverschmauch und verhindert Korrosion. Die Läufe mancher schwerer Maschinenwaffen und Geschütze werden zur Verschleißverminderung mit sehr widerstandsfähigen Legierungen wie Stellite ausgekleidet.
Insbesondere bei Maschinenwaffen wird aus Gründen der Handhabungssicherheit häufig eine Geschossvorlagefähigkeit gefordert, dabei darf ein weiteres Geschoss aus einer Patrone, das auf ein im Lauf steckengebliebenes abgefeuert wird, den Lauf nicht sprengen. Dies kann beispielsweise passieren, wenn in einer Patrone die Treibladung fehlt, nur das Zündhütchen oder eine zu schwache Ladung das Geschoss in den Lauf treibt oder sich im Lauf Fremdkörper befinden und das Geschoss blockieren.

## Zug

Laufquerschnitte von Schusswaffen
Glattrohr
gezogener Lauf (A: Feldmaß, B: Zugmaß)
Polygonlauf

Heutige Läufe weisen je nach Einsatzzweck unterschiedliche Formen des Innenquerschnitts auf. Glattrohrkanonen und Läufe von Flinten haben eine glatte Innenwand. Aus diesen Läufen werden dralllos stabilisierte Projektile oder Geschossgarben (z. B. Schrotkugeln) verschossen. Bei Flintenläufen ist der Lauf im Bereich der Mündung oft verengt (Choke-Bohrung), um die Streuung der Schrote zu beeinflussen bzw. eine günstigere Gruppierung der Schrotgarbe zu erzielen.
Läufe von Geschützen und Gewehren mit gezogenen Läufen weisen schraubenförmig in das Laufinnere geschnittene oder gepresste Züge auf, deren Verlauf den Projektilen eine Eigenrotation um ihre Längsachse, den Drall verleiht und sie so stabilisiert. Eine Sonderform ist der Polygonlauf, der statt scharfkantiger Züge einen als Vieleck geformten Innenquerschnitt hat.

## Sonderformen

### Konischer Lauf

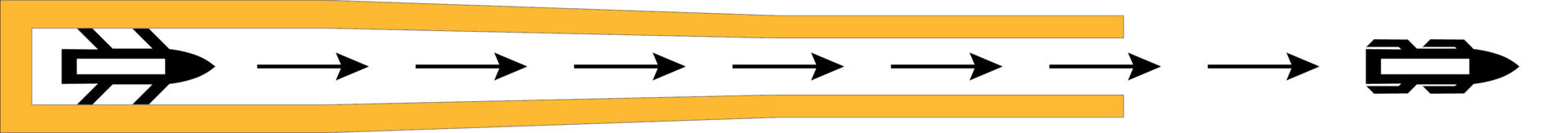
Prinzip

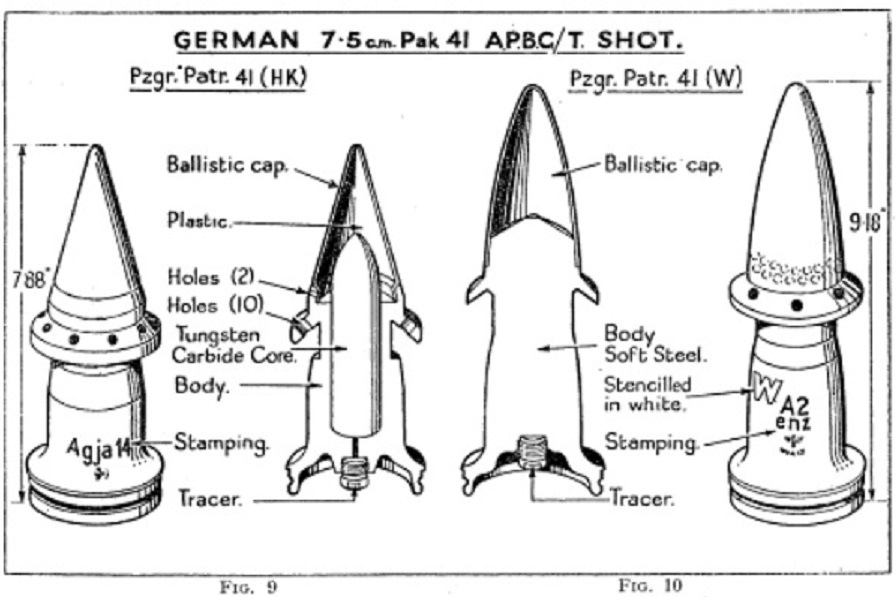
Projektil für einen konischen Lauf

Aus Waffen mit konischen, also sich zur Mündung hin verjüngenden, Läufen werden Quetschkalibergeschosse verschossen. Dabei wird das Geschoss im Lauf zusammengedrückt. Die Idee hinter dem konischen Lauf ist ballistisch gegensätzlich wirkende Querschnittsbelastung des Geschosses:
- Je niedriger der Wert, desto besser kann das Geschoss im Lauf beschleunigt werden um eine möglichst hohe Mündungsgeschwindigkeit zu erreichen.
- Je höher der Wert, desto leichter durchdringt das Geschoss die Luft; d. h., der Strömungswiderstand ist geringer.

Um eine möglichst hohe Reichweite zu erreichen, muss das Geschoss zunächst ein großes Kaliber haben, nach dem Abschuss ein kleineres.
Bei einem konischer Lauf hat das Geschoss beim Zünden der Treibladung zunächst einen großen Querschnitt. Während das Geschoss durch den sich verjüngenden Lauf getrieben wird, drücken sich an dem Geschoss angebrachte Manschetten an dieses an. Somit wird das Kaliber des Geschosses verkleinert. Der Nachteil dieses Systems ist der höhere Fertigungsaufwand für Lauf und Geschoss sowie der höhere Verschleiß des Laufs. Deshalb wurden Geschosse mit Treibspiegel entwickelt, welche die Vorteile, aber nicht die Nachteile der Waffen mit konischem Lauf hatten.
Konische Läufe wurden in Panzerabwehrwaffen des Zweiten Weltkriegs wie die 7,5-cm-PaK 41, die Panzerbüchse 41 oder die 4,2-cm-leichte PaK 41 verwendet. Der Lauf der Panzerbüchse verjüngte sich kontinuierlich bis zur Mündung, während sich der Lauf der PaK in einem auswechselbaren Teilstück des Rohres verengte. Es gab im Zweiten Weltkrieg auf deutscher Seite auch Versuche, Läufe mit austauschbaren Mündungseinsätzen zu versehen, die entsprechend dem jeweilig benötigten Geschosstyp konische oder zylindrische Bohrungen besaßen.
Der Neuseeländer Russell Robinson entwickelte in den 1940er-Jahren Quetschkalibergeschosse für Handfeuerwaffen deren weitere Erprobung jedoch erst ab etwa 1962 aufgenommen wurde, nachdem die NATO die Entwicklung von Duplex- und Triplexgeschossen gestoppt hatte. Colt entwickelte die Geschosse im Projekt "Salvo Squeeze Bore". Es wurden die Kaliber .50:.30 (also etwa 12,7 mm zu 7,62 mm), .30:.15 sowie ein Pistolenkaliber .45:.38 entwickelt. Die zugehörige Patrone enthielt je drei Geschosse von jeweils 5,2 g Gewicht. Ende der 1960er bzw. Anfang der 1970er verlor das US-Militär das Interesse an dem Projekt.

### Austauschlauf
Austauschläufe im Sinne des deutschen Waffengesetzes (WaffG) sind Läufe für ein bestimmtes Waffenmodell, die ohne Nacharbeit gewechselt werden können (Anlage 1 Ziffer 3.1 WaffG). Hierbei handelt es sich oft um Sets für Sportpistolen mit besonderen Eigenschaften (Lauflänge, Gewicht).

### Wechsellauf

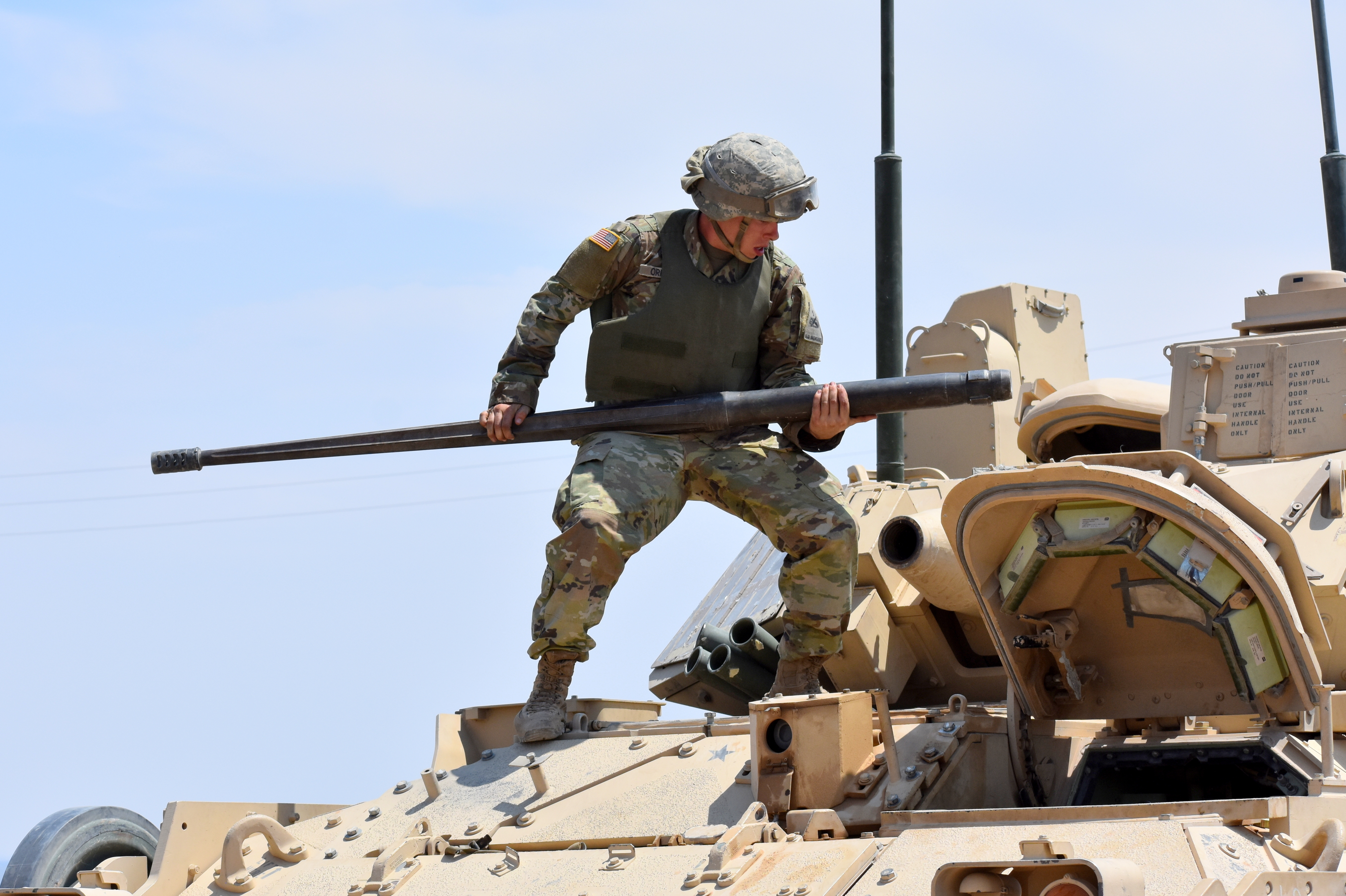
Montage eines kannelierten Wechsellaufs der M242 Bushmaster eines Bradley-Schützenpanzers.

Wechselläufe im Sinne des WaffG sind Läufe für ein bestimmtes Waffenmodell, die an die jeweilige Waffe angepasst werden müssen (Anlage 1 Ziffer 3.2 WaffG). Wechselläufe werden beispielsweise bei einem beschädigten oder abgenutzten Lauf als Ersatz benutzt.
Im militärischen Bereich sind vor allem luftgekühlte Maschinengewehre oft mit Läufen ausgestattet, die schnell gewechselt werden können. Damit kann der Soldat einen heiß geschossenen Lauf schnell gegen einen kalten austauschen und dann sofort weiter schießen. Hier wird oft auch von Wechselläufen gesprochen, obwohl es sich im Sinne des WaffG eigentlich um Austauschläufe handelt.

### Einstecklauf
Einsteckläufe sind Läufe ohne eigenen Verschluss, die in die Läufe von Schusswaffen größeren Kalibers eingesteckt werden können. So kann beispielsweise aus einer Flinte behelfsmäßig eine Kugelpatrone verschossen werden.

### Waffen mit mehreren Läufen
Bekannt sind Doppel- und Bockdoppelbüchsen oder -flinten, sogenannte Drillinge für die Jagd sowie historische Pistolen mit zwei Läufen. Beim Drilling sind meist zwei nebeneinanderliegende Schrotläufe (glatte Rohre) mit einem darunterliegenden gezogenen Kugellauf verbunden.
Bei Waffen mit Laufbündeln handelt es sich meist um Schwarzpulverpistolen, bei denen je nach Bauart bis zu zehn Geschosse gleichzeitig oder nacheinander aus entsprechend vielen parallelen Läufen abgeschossen werden. Bekannt ist auch die Mitrailleuse, eine Kanone, in deren massives Rohr kein Geschützlauf, sondern bis zu 50 parallele Läufe im Gewehrkaliber gebohrt waren, die beim Feuern gleichzeitig schossen.
Bei Gatling-Waffen drehen sich mehrere Läufe, es schießt jedoch immer nur einer. Beim Gatling wurde das Laufbündel mit einer Handkurbel gedreht. Während einer Umdrehung des Laufbündels wird die leere Patronenhülse aus dem abgeschossenen Lauf ausgezogen und eine neue eingeführt. Dies ist möglich, weil jeder einzelne Lauf einen eigenen Verschluss hat, der durch eine feststehende Steuerkurve betätigt wird. So kann die Waffe eine höhere Kadenz erreichen und die (meist sechs bis acht) Läufe erhitzen nicht so schnell. Eine bekannte Waffe dieser Art ist das US-amerikanische „Minigun“-MG im Kaliber 7,62 mm, bei der das Laufbündel von einem Elektromotor gedreht wird.

## Reinigung
Läufe müssen von Verunreinigungen befreit werden. Es gibt Ablagerungen, die durch Abrieb der Projektile entstehen, sowie Rückstände, die aus der Verbrennung der Zünd- und Treibmittel resultieren und Korrosion verursachen können. Dazu werden Wischstöcke in diversen Ausprägungen benutzt.

## Laufschwingungen bei Präzisionswaffen
Läufe schwingen bei der Schussabgabe radial und axial. Die Schwingungen werden durch den Vorschub, den die Treibladung bewirkt, und die Drehbewegung, die das Projektil durch gezogene Läufe aufnimmt, verursacht. In günstigen Konstellationen heben sich die Schwingungen gegenseitig auf, in ungünstigen Fällen überlagern und verstärken sich die Schwingungen, wodurch ein gleichbleibender Präzisionsschuss nicht möglich ist. Darüber hinaus ist kaum ein Lauf absolut gerade, was beim Geschossdurchlauf zu Ausschlägen führt, die Schwingungsanregungen darstellen. Auch die Lagerung des Waffenrohres (-laufes) als Reaktion auf den Rückstoß kann bei ungünstiger Konstruktion Laufschwingungen anregen. Dies tritt dann besonders deutlich auf, wenn in der Nähe des Verschlusskopfes der Rückstoß durch einen Rückstoßstollen in den Schaft eingeleitet wird. Aus der Rückstoßkraft und dem Abstand der Einleitung des Rückstoßes in die Lagerung ergibt sich ein Moment, das mit Beginn der Bewegung des Geschosses im Rohr wirksam wird. Bei solchen Konstruktionen führt der Lauf während des Geschossdurchgangs eine regelrechte Peitschenbewegung aus, die in der Amplitude mehrere Millimeter betragen kann. Kaliber mit hoher Geschossmasse und relativ niedriger Geschossgeschwindigkeit (z. B. 9,3 × 62) zeigen messbare Höhenstreuung in Abhängigkeit von der Mündungsgeschwindigkeit allein aus der Geschwindigkeitsstreuung der Munition innerhalb eines Munitionsloses. Ein namhafter deutscher Jagdwaffenhersteller nahm Anfang der 1990er-Jahre als Ergebnis einer Diplomarbeit eine betroffene Waffenbaureihe vom Markt, eine andere Baureihe wurde durch eine Neukonstruktion ersetzt, die eine sehr momentarme Lauflagerung aufweist und bezüglich Schusspräzision über alle Zweifel erhaben ist. Als Sofortmaßnahme nach Vorliegen der Diplomarbeit bis zur Markteinführung der Neukonstruktion wurden keine Repetierbüchsen im besonders kritischen Kaliber 9,3 × 62 mehr verkauft, bei Reklamationen bezüglich der Schussleistung wurde den Kunden ein anderes Kaliber angeraten.
Diese Zusammenhänge waren schon von Carl Cranz und Sam H. Goldstein wissenschaftlich untersucht und veröffentlicht worden, aber im Laufe der Zeit in Vergessenheit geraten.